# 마이클 슈머스 와일즈
마이클 셰이머스 와일스(Michael Shamus Wiles, 1955년 10월 27일 ~ )는 미국 배우이다.
에버렛에서 태어났다.

## 출연 작품
- 레이크 엘리스 (2017년)
- 데스 노트 (2017년)
- 로디드 (2013년)
- 티켓 아웃 (2012년)
- 오티스 E. (2010년)
- 마법의 히드라 (2009, Hydra)
- 볼 돈 라이 (2008년)
- 라이프 (2007년)
- 스마일리 페이스 (2007년)
- 디 워 (2007년) - 이블 제너럴 역
- 트랜스포머 (2007년)
- 진 제너레이션 (2006년)
- 스페셜 (2006년)
- 아트 스쿨 컨피덴셜 (2006년)
- 네오 네드 (2005년) - 네드 아빠 역
- 시체들의 습격 (2005년) - 호웰 보안관 역
- 우량시민 에드워즈 (2004년) - 로워리 회장 역
- 록 스타 (2001년) - 미스터 콜 역
- 에이 아이 (2001년) - 경찰 역
- 진주만 (2001년)
- 헬레이저 5 (2000년)
- 내 차 봤냐? (2000년)
- 레드 드래곤 (1999년)
- 돈 잃고 몸 버리고 (1999년) - 바이커 역
- 파이트 클럽 (1999년)
- 테드 (1998년)
- 네고시에이터 (1998년)
- 데스퍼레이트 (1998년)
- X 파일 - 미래와의 전쟁 (1998년)
- 컨스피러시 (1997년)
- 로스트 하이웨이 (1997년)
- 스틱스 & 스톤즈 (1996년)
- 스위퍼 (1996년)
- 데스 라이더스 (1994년)
- 에이리언 마스터 (1994년)
- 살인 표적 (1991년)
- 어크로스 파이브 에이프릴스 (1990년)
- 텍사스 전기톱 학살 3 (1990년)
- 뱀파이어 앳 미드나잇 (1988년)

### 텔레비전
- 브레이킹 배드 시즌1 (2008년)